# Parque Ibirapuera
Parque Ibirapuera é um parque urbano localizado na cidade de São Paulo, Brasil. Em 2017, foi o parque mais visitado da América Latina, com aproximadamente 14 milhões de visitas, além de ser um dos locais mais fotografados do mundo.
Inaugurado em 1954 com uma área de 158 hectares (390 acres), entre as avenidas Pedro Álvares Cabral, República do Líbano e IV Centenário, o Parque Ibirapuera é um parque tombado e patrimônio histórico de São Paulo. Seus jardins foram desenhados pelo paisagista Otávio Augusto Teixeira Mendes, após o conceito e anteprojeto do paisagista Roberto Burle Marx, a quem foram inicialmente encomendados, encontrarem resistência para sua efetiva realização. Já as construções históricas como os pavilhões que abrigam museus, o auditório, marquise entre outras foram concebidas pelo arquiteto Oscar Niemeyer com projetos estruturais do engenheiro Joaquim Cardozo, e são tombadas pelo Instituto Patrimônio Histórico e Artístico Nacional. O parque como um todo é tombado pelo Conselho Municipal de Preservação do Patrimônio Histórico, Cultural e Ambiental da Cidade de São Paulo e pelo Conselho de Defesa do Patrimônio Histórico, Arqueológico, Artístico e Turístico do Estado de São Paulo.
Com a ampliação da Av. Pedro Álvares Cabral e consequente separação de parte da área verde que passou a ser administrada separadamente do parque, sua área efetiva foi reduzida e hoje ficam dentro do parque pouco mais do que 130 hectares (322 acres) entre as avenidas que o limitam e dentro de sua certa. Desde 2003, a gestão do Parque Ibirapuera é feita pelo Conselho Gestor do Parque Ibirapuera e administração pelo Departamento de Parque e Áreas Verdes da Prefeitura de São Paulo. A partir de 2014, o parque também conta com uma organização de amigos consolidada, o Parque Ibirapuera Conservação, dedicada a fomentar o engajamento dos usuários no cuidar do parque, restaurar espaços e promover a melhoria das áreas verdes e abertas.
No parque há diversos atrativos para o público desde passeios culturais e educativos como caminhadas monitoradas, atividades de observação de pássaros, possuindo esculturas, museus e monumentos históricos além dos jardins e paisagens repletas de flores e árvores. Há também aparelhos de ginástica, quadras, playground, quiosques, ciclovia e planetário. Por sua riqueza verde, esportiva e cultural, em 2015 foi elencado por um colunista do jornal britânico The Guardian, como um dos "melhores parques do planeta" junto a parques como o Buttes-Chaumont de Paris, o Boboli de Florença, a High Line de Nova Iorque, o Hampstead Heath de Londres e o Parque Güell de Barcelona.

## História

### Projeto e construção

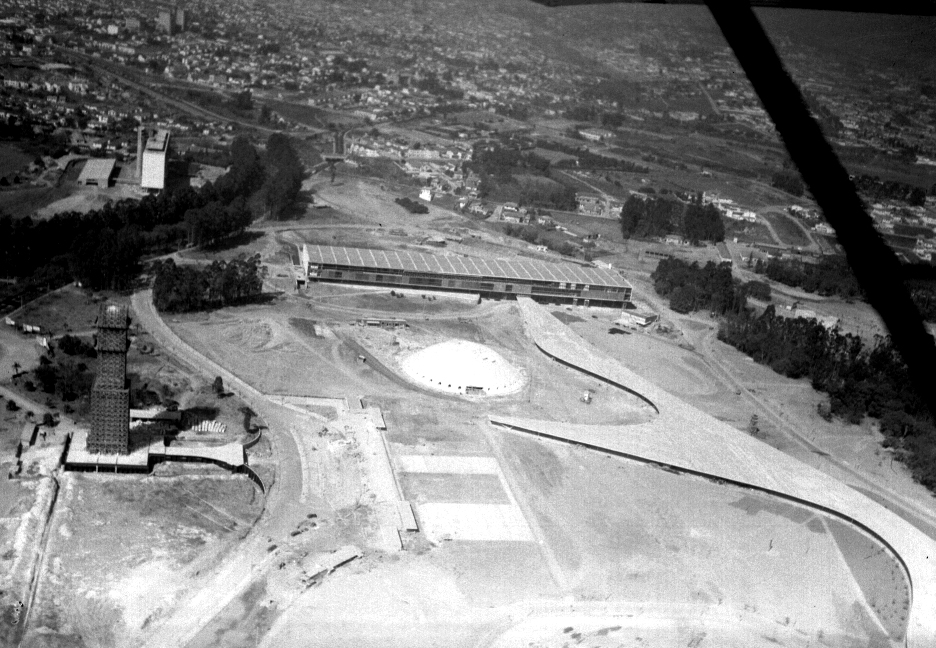
O parque durante a sua construção nos anos 1950.

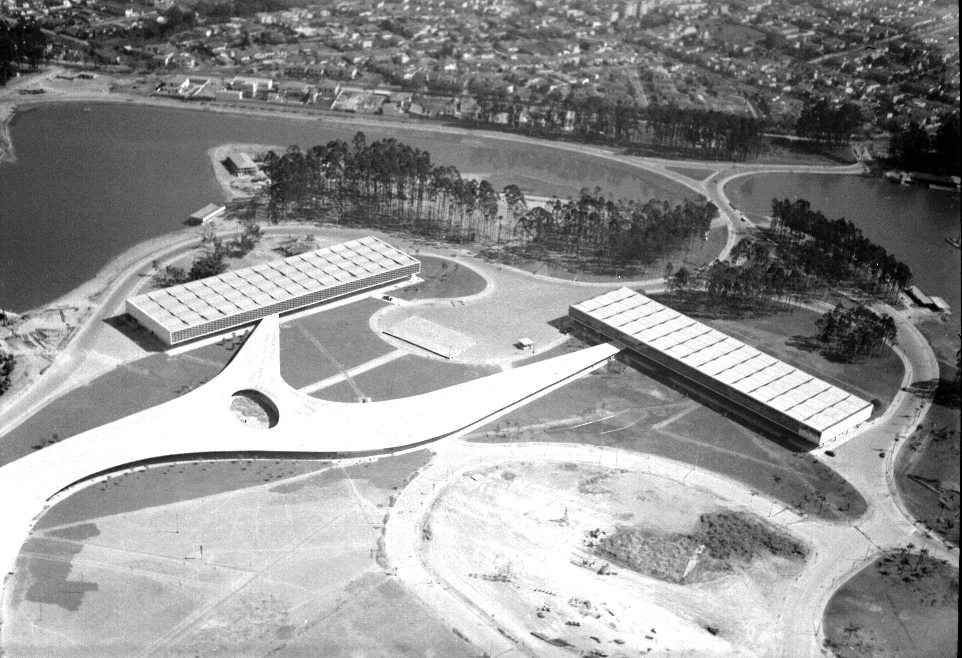
Construção do Parque Ibirapuera.

A região alagadiça ("Ibirapuera" provém do tupi antigo ybyrapûera, que significa "árvores velhas"; ybyrá, árvores, pûer, velho, a, sufixo) havia sido parte de uma aldeia indígena na época do início da colonização de origem portuguesa. Com o tempo, tornou-se uma área de chácaras e pastagens. Na década de 1920, o então prefeito da cidade - José Pires do Rio - idealizou a transformação daquela área em um parque semelhante aos existentes na Europa e nos Estados Unidos, como o Bois de Boulogne em Paris, o Hyde Park em Londres ou o Central Park em Nova Iorque. O obstáculo representado pelo terreno alagadiço frustrou a ideia, até que Manuel Lopes de Oliveira, conhecido como Manequinho Lopes, de tradicional família paulista - seu pai foi o líder republicano coronel da guarda nacional Manoel Lopes de Oliveira, pai da Condessa Jose Vicente de Azevedo e da Baronesa da Bocaina, e apaixonado por plantas, iniciou, em 1927, o plantio de centenas de eucaliptos australianos, buscando drenar o solo e eliminar a umidade excessiva do local.
Finalmente, em 1951, o então governador Lucas Nogueira Garcez instituiu uma comissão mista - composta por representantes dos poderes públicos e da iniciativa privada - para que o Parque Ibirapuera se tornasse o marco das comemorações do IV centenário da cidade. Coube a Oscar Niemeyer a responsabilidade pelo projeto arquitetônico, ao engenheiro calculista Joaquim Cardozo a responsabilidade pelos projetos estruturais e, a Roberto Burle Marx, o projeto paisagístico. O projeto de Burle Marx, no entanto, acabou sendo substituído pelo projeto do engenheiro agrônomo Otávio Augusto Teixeira Mendes.
Três anos depois, no entanto, o aniversário da cidade, em 25 de janeiro de 1954, não pôde contar com o parque inaugurado, pois este só ficaria concluído sete meses depois. A inauguração em agosto contou com 640 estandes montados por treze estados e dezenove países. No mesmo ano, em comemoração ao Quarto Centenário da cidade de São Paulo, foi erguido no parque o Pavilhão Japonês. A edificação, inspirada no Palácio de Katsura, foi construída no Japão e trazida de navio para o Brasil, e celebra a amizade entre as duas culturas. Desde 2000, a Sabesp - empresa de saneamento paulista - instalou uma estação de flotação, para tratar a águas vinda do Côrrego Sapateiro e um dos afluentes dos lagos do parque.

### Século XXI
Em 2012 foi apontado pela rede social Facebook como o local mais popular em todo o Brasil para se fazer check-in (assinalar, para os amigos, onde se encontra num determinado momento). Em 2013, foi eleito o melhor parque da América do Sul pelos usuários do site TripAdvisor.
Em 2017 no começo de seu mandato, João Doria anunciou um projeto de parceria com empresas privadas, anunciando que a empresa Cyrela ficaria responsável pelas reformas de oito conjuntos de banheiros do parque, enquanto a Unilever seria a responsável pela limpeza, com a afirmação de que tal parceria teria custo zero para a prefeitura.
Porém em menos de uma semana da inauguração, os novos banheiros foram vandalizados, tendo suas cubas, pias e saboneteiras quebradas e arrancadas. Após a publicação, assessores do prefeito de São Paulo foram até o local do ocorrido e já deram início aos consertos. Questões sobre o custo adicional e sobre a penalização aos vândalos não foram respondidas. O prefeito João Doria mandou instalar câmeras de monitoramento na área externa dos banheiros.
Em 2019, a gestão do parque foi cedida por 35 anos para a iniciativa privada, passando a ser responsabilidade da empresa Urbia, da Construcap. Apesar de um impasse sobre a liberação, incluindo com acusações de fraude, o TJ-SP liberou a concessão.
A Marquise foi interditada em 2020, e depois de previsões diversas para retorno, foi anunciada para ser reaberta em 2025, após um pagamento de R$71,9 milhões da prefeitura para a Urbia, concessionária atual. Quando o Parque do Ibirapuera foi concedido à iniciativa privada, o contrato assinado pelo então prefeito João Doria não previa que a Urbia fizesse o restauro do espaço, que continuou sob a responsabilidade da gestão municipal.
Em novembro de 2024, a Urbia, iniciou a cobrança de tarifa para assessorias esportivas particulares e profissionais que atuam dentro do parque. Valores variam de R$ 240 a R$1.500, dependendo do número de alunos. A cobrança vale para qualquer assessoria esportiva com mais de 5 alunos, como de corrida, Yôga e futebol.

## Acesso

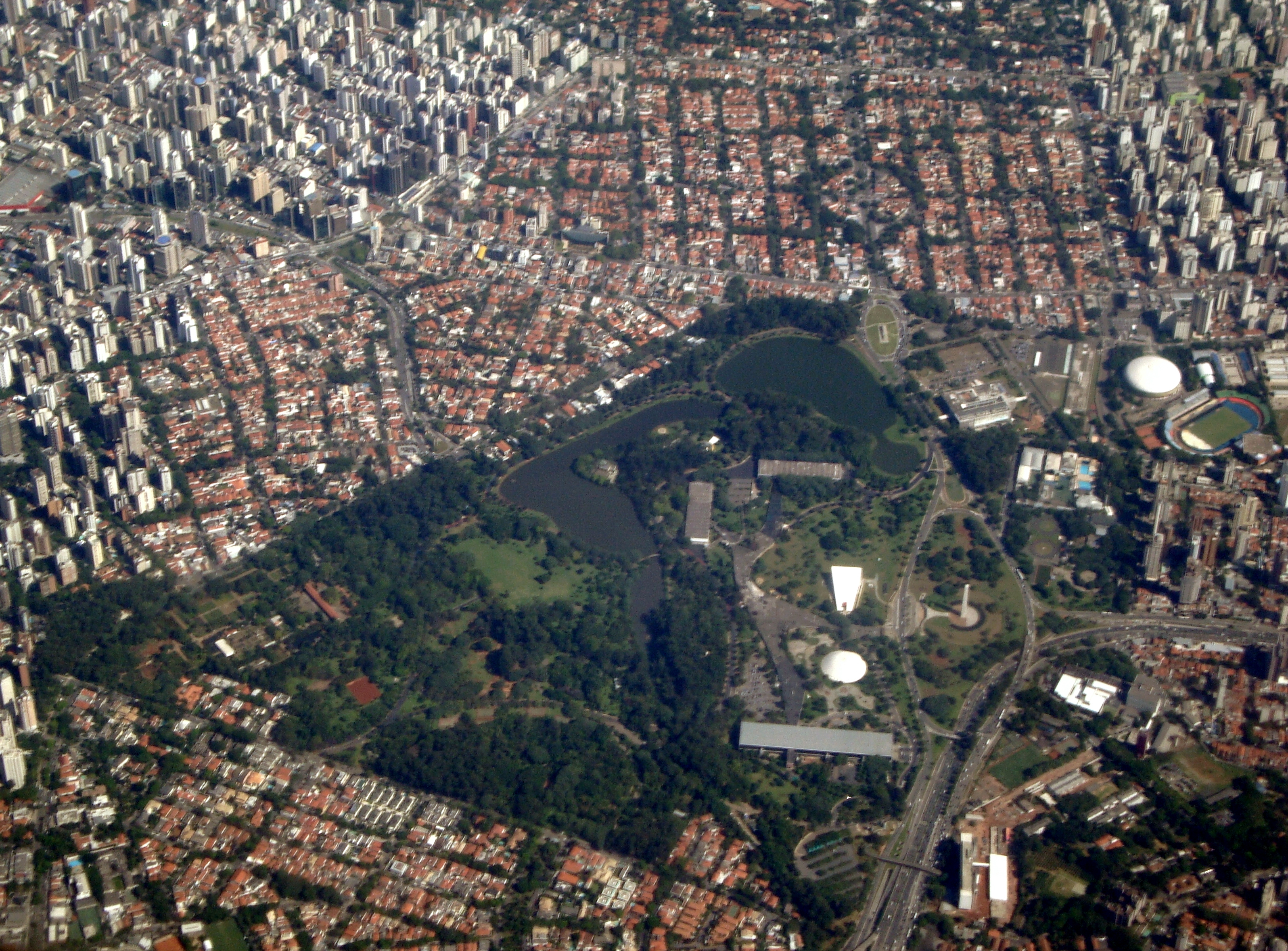
Vista aérea do parque em 2011.

O Parque Ibirapuera fica na subprefeitura de Vila Mariana, no bairro do mesmo nome, na cidade de São Paulo. O parque é um quadrilátero formado pelas seguintes avenidas: Quarto Centenário, República do Líbano e Pedro Álvares Cabral. A entrada para a enorme área verde, que fica aberta diariamente das 5h da manhã até à meia-noite é gratuita desde a inauguração do parque. Por ser de extensão muito grande, conta com diversos portões que dão acesso à parte interna, variando entre os que são só para veículos, ou só para pedestres. Com a inauguração da Estação AACD-Servidor da Linha 5-Lilás, tornou-se mais fácil o acesso ao parque a partir de outras regiões de São Paulo, já que a estação fica à 1,1 km de distância do portão 5, cerca de 14 minutos de caminhada.

## Eventos
Além de suas visitas diárias, o Ibirapuera também recebe muitos eventos dos mais diversificados possíveis, que vão de trios elétricos a convenções da NBA (Liga Norte Americana de Basquete). Em 2014, o Ibirapuera recebeu o famoso festival de cores da Índia, o Holli, o qual celebra a chegada da primavera. Recebe também muitos shows na Arena de Shows do Parque Ibirapuera com capacidade para cerca de 10 mil pessoas. A grande maioria desses eventos são gratuitos e aberto a todos os públicos, dando uma ideia de integração entre as classes, e promovendo muita diversão.

### Natal

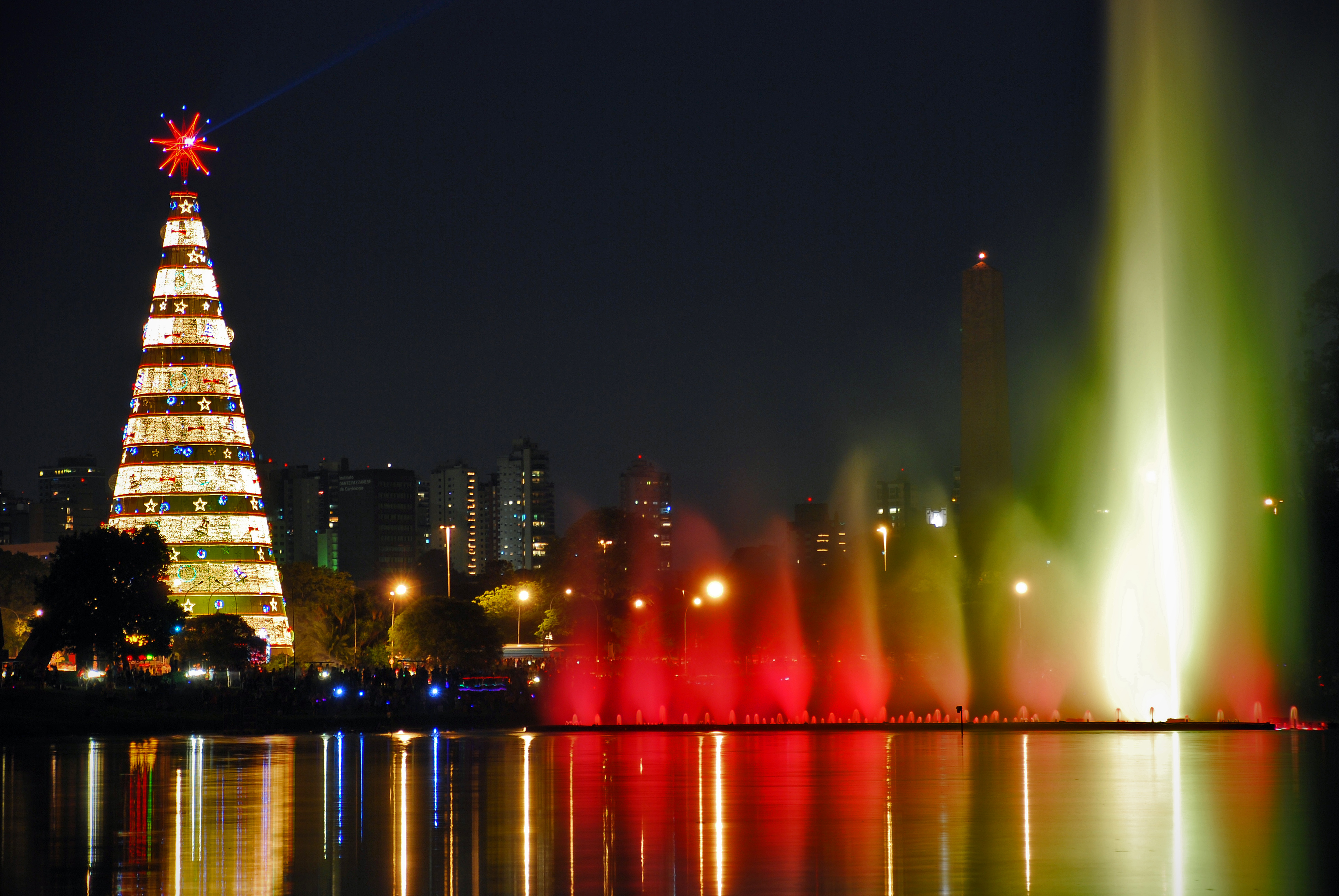
Ibirapuera em época natalina.

A inauguração da árvore de natal do parque se deu no ano de 2002, com 50 metros de altura e foi crescendo ao longo dos anos, tendo assim em 2008 e 2009 a árvore com seu maior tamanho (70 metros de altura). A partir de 2010 a árvore passa a diminuir, tendo neste ano 68 metros, nos anos de 2011 a 2013 - 58 metros, 2014 - 54 metros e 2015 e 2016 - apenas 35 metros.
No ano de 2016, a árvore teve sua decoração feita de enfeites doados pelos moradores da cidade de São Paulo e que, depois, foram reciclados. Além disso a CET (Companhia de Engenharia de Tráfego) para ajudar na segurança, monitorou e orientou o tráfego de automóveis e pedestres, devido ao trânsito que se dá nessa época do ano.
Nesta época há um espetáculo especial com águas na fonte multimídia do parque, com projeções natalinas, além da iluminação das 200 árvores do entorno e da apresentação de um coral natalino, composto por 24 vozes femininas, em um palco montado na parte interna do lago.

### Caminhada monitorada

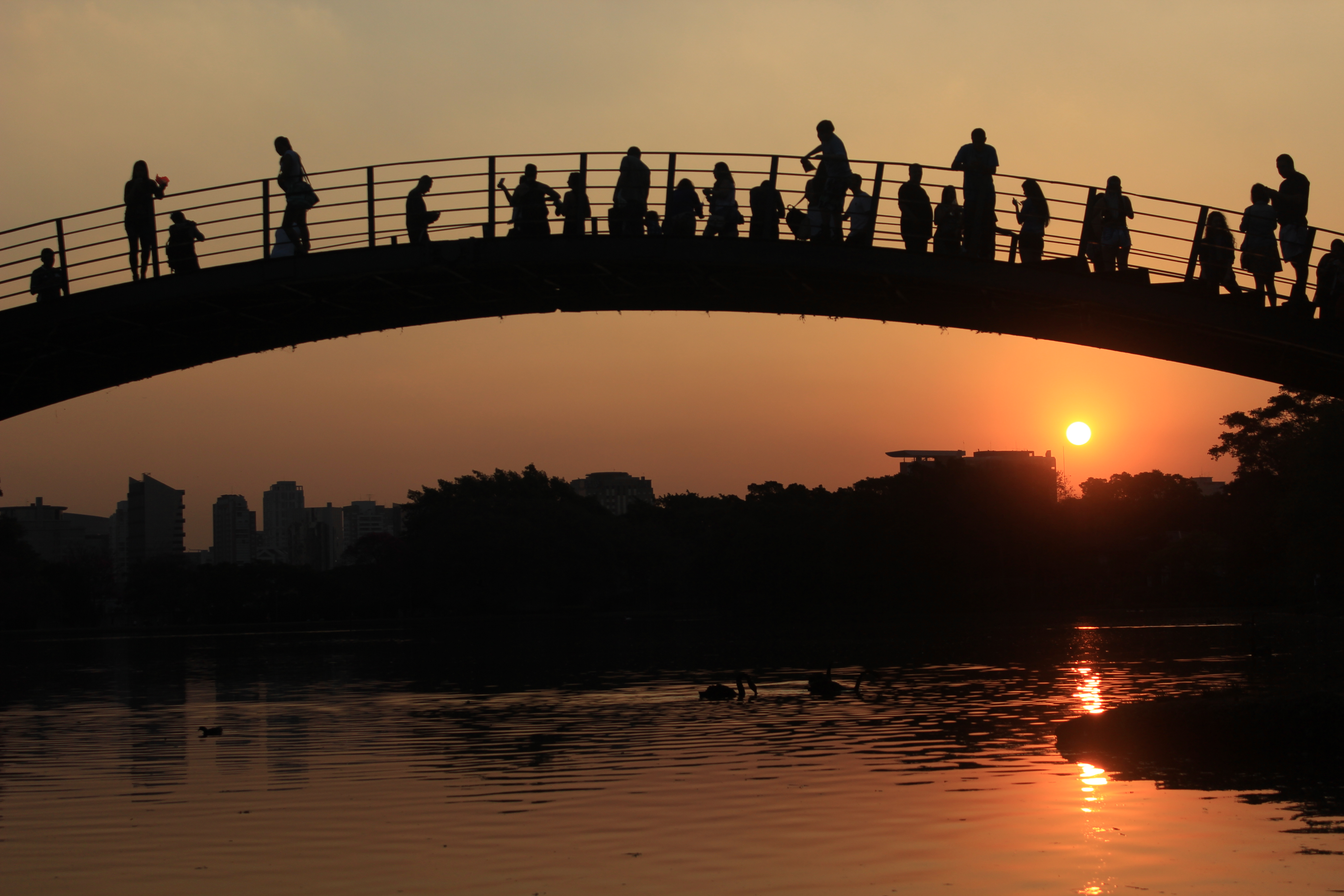
Entardecer em uma das pontes do parque.

A caminhada monitorada é feita em grupo e mostra desde aspectos históricos e algumas curiosidades sobre o parque, como fauna e flora. São mais de quarenta pontos a serem visitados para ampliar o conhecimento do visitante e facilitar futuras visitas ao local. A duração dos passeios vária segundo propósito, mas tem em média duas horas. Ela é gratuita para amigos da organização Parque Ibirapuera Conservação, ou cobrada uma doação mínima de 10 reais por pessoa. As visitas são agendadas no próprio site da organização de amigos dedicada ao parque.

### Mutirão de limpeza
Desde agosto de 2014, eventualmente o Parque Ibirapuera Conservação, organização da sociedade dedicada a cuidar do parque realiza o Mutirão de Limpeza, onde é feita a conscientização das pessoas que frequentam o local, sobre como devem cuidar do parque, que é patrimônio histórico e da cidade. Grupos de pessoas seguem realizando uma caminhada pelo parque carregando sacos plásticos, onde sempre que encontram sujeira no chão, as juntam nos sacos. Essa foi a maneira que os amigos do parque encontraram para fazer com que os frequentadores do Parque Ibirapuera pudessem entender a importância do cuidado com o meio ambiente.

## Conjunto arquitetônico

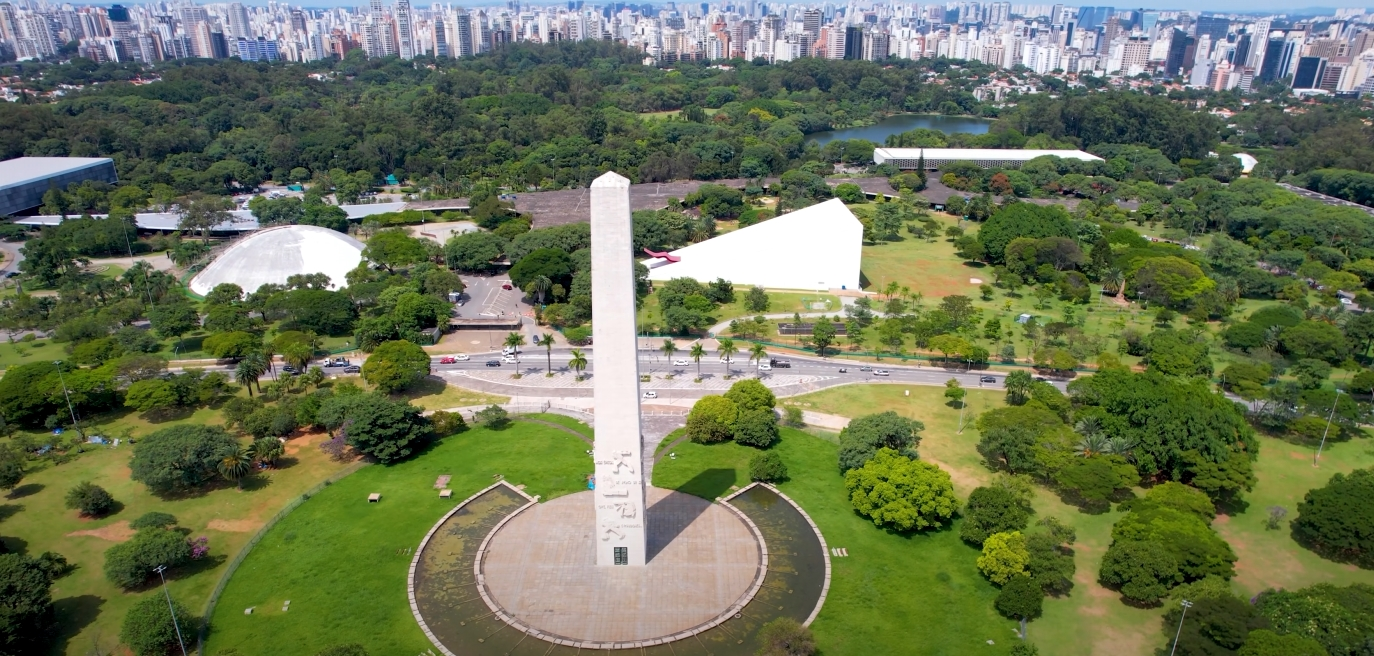
Obelisco de São Paulo.

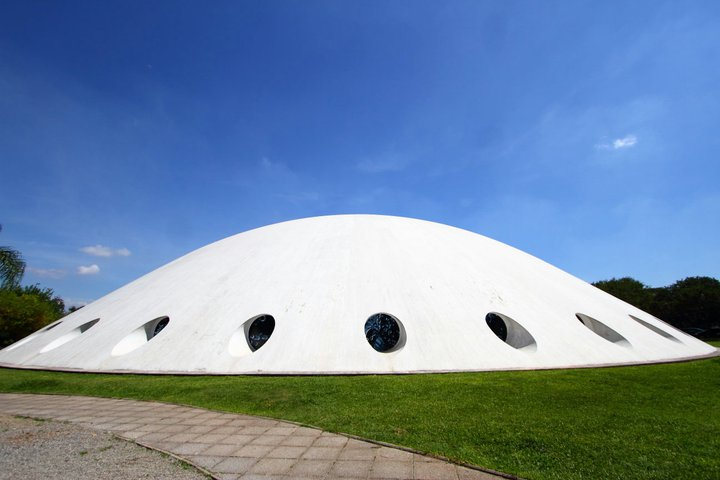
Oca.

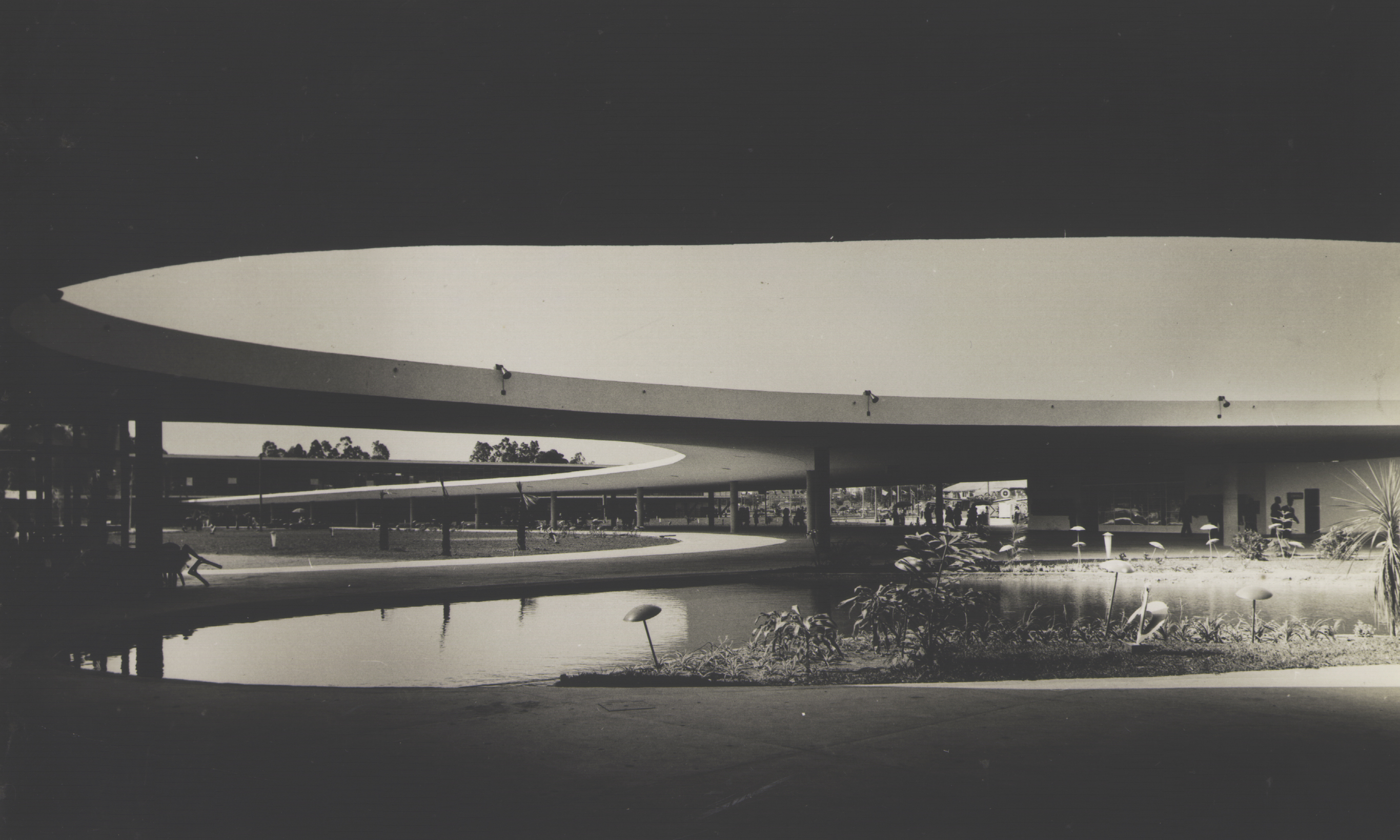
Marquise do Parque do Ibirapuera.

Fazem parte das construções da época da inauguração do conjunto arquitetônico do Parque Ibirapuera:
- O Pavilhão Ciccillo Matarazzo, popularmente chamado de Pavilhão da Bienal, atual sede da Bienal de São Paulo;[42]
- O Pavilhão Japonês, área na beira do lago com jardim cuidado até hoje pela comunidade japonesa;
- O Pavilhão Manuel da Nóbrega, sede da Prefeitura até 1992 e que hoje abriga o Museu Afro Brasil;[43]
- A Oca, Pavilhão Lucas Nogueira Garcez - antiga sede do Museu da Aeronáutica e do Museu do Folclore;[44]
- O Palácio dos Estados, antiga sede da Empresa de Tecnologia da Informação e Comunicação do Município de São Paulo. Atualmente comporta o Pavilhão das Culturas Brasileiras;[45]
- O Palácio da Agricultura - até 2009, era a sede do Departamento Estadual de Trânsito do estado de São Paulo. Foi construído inicialmente para abrigar a Secretaria da Agricultura. Hoje, abriga o acervo do Museu de Arte Contemporânea da Universidade de São Paulo e encontra-se fora do perímetro do parque;[46]
- a Grande Marquise - local onde está situado o Museu de Arte Moderna de São Paulo (MAM);[47]
- o Ginásio de Esportes, o Velódromo (o primeiro existente no país) e o conjunto de lagos;[48]
- o Obelisco do Ibirapuera, símbolo da Revolução Constitucionalista de 1932;[49]
- o Monumento às Bandeiras, monumento em homenagem aos bandeirantes esculpido por Victor Brecheret.[50]

De construções mais recentes, podem ser citados: Planetário, Escola Municipal de Astrofísica, Escola Municipal de Jardinagem, Universidade Aberta de Meio Ambiente e Cultura de Paz (UMAPAZ), Divisão de Fauna e Cecco. A última construção concluída no parque foi o Auditório Ibirapuera (inaugurado em 2005), edificação que constava nos planos iniciais do arquiteto, mas que não havia sido executada.
Antes do auditório, concluiu-se o Monumento a Pedro Álvares Cabral, projetado por Agostinho Vidal da Rocha e esculpido por Luís Morrone, por ocasião dos 500 anos do Descobrimento do Brasil. A peça possui 5 metros em bronze, e seu pedestal em mármore mede 2 metros x 1,80 metro x 1,84 metro. Foi inaugurado em 10 de junho de 1988.
O Viveiro Manequinho Lopes, Herbário Municipal e Bosque da Leitura estão no parque desde antes da sua criação, porém em formatos distintos. No último projeto de revitalização do Viveiro, a maior intervenção de Burle Marx no Parque Ibirapuera, o mesmo foi ampliado e hoje se estende até a Serraria. Em 2016, a prefeitura colocou um alambrado dividindo o viveiro ao meio para proteger a produção de mudas e passou também a fechar o espaço para visitação e contemplação aos finais de semana.

Parque Ibirapuera
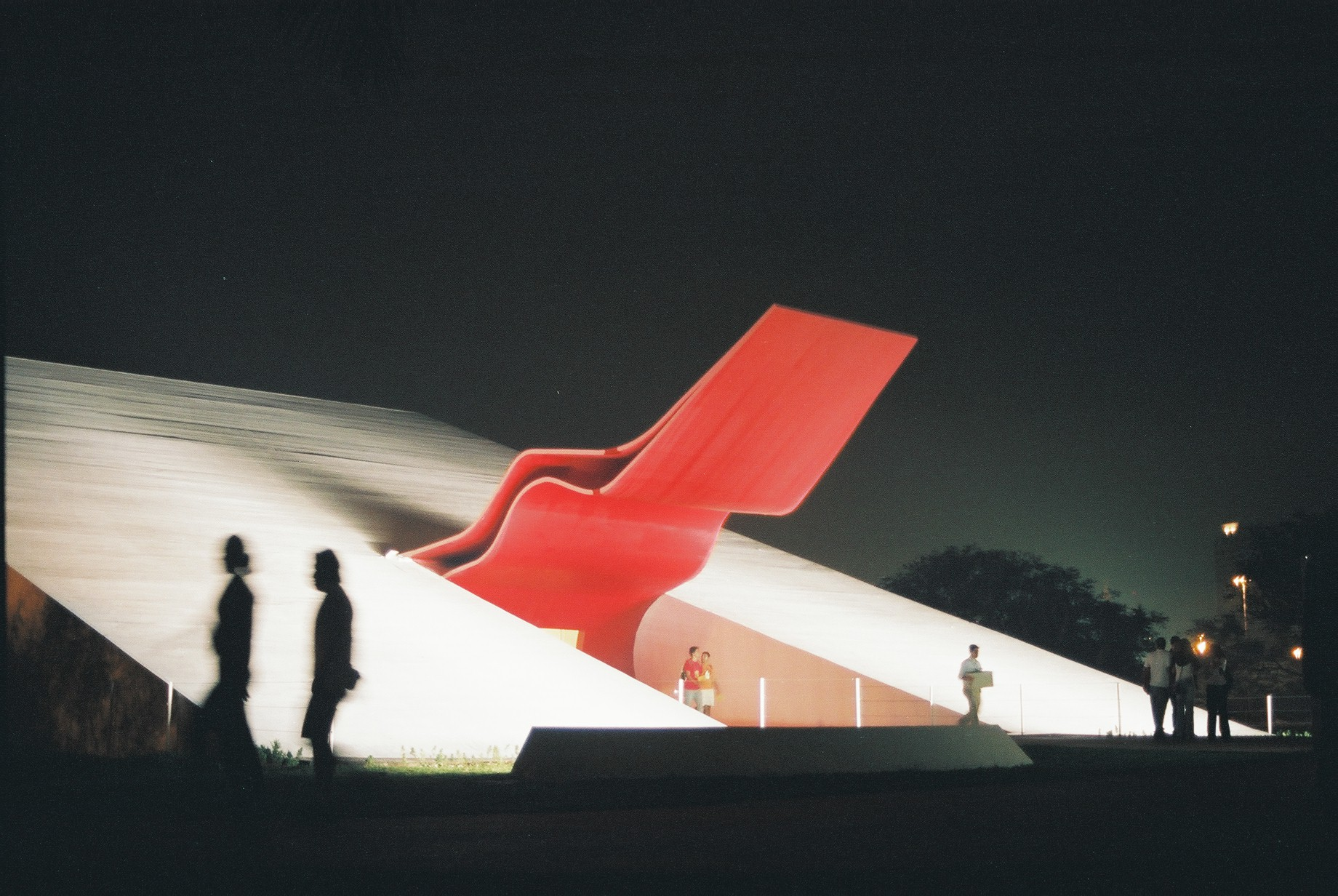
Auditório Ibirapuera
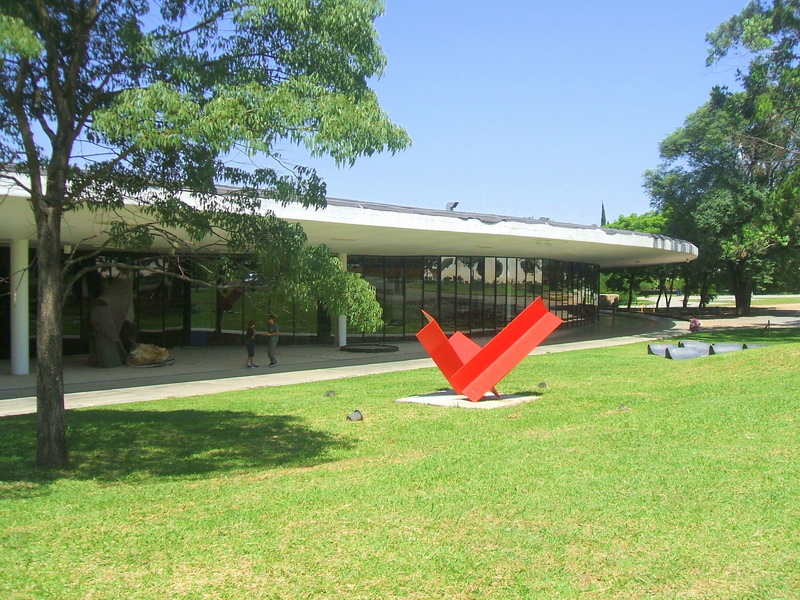
MAM
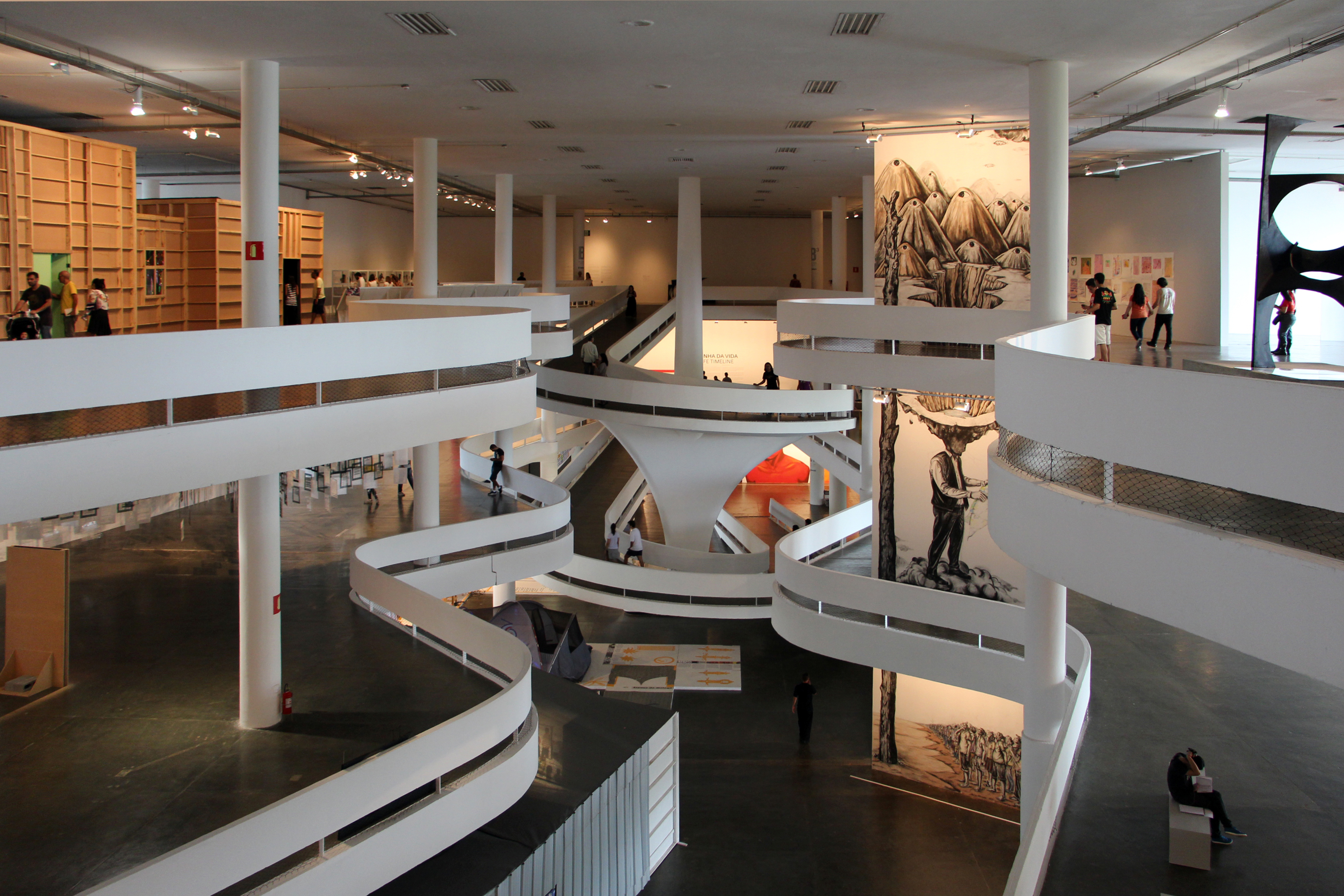
Fundação Bienal de São Paulo
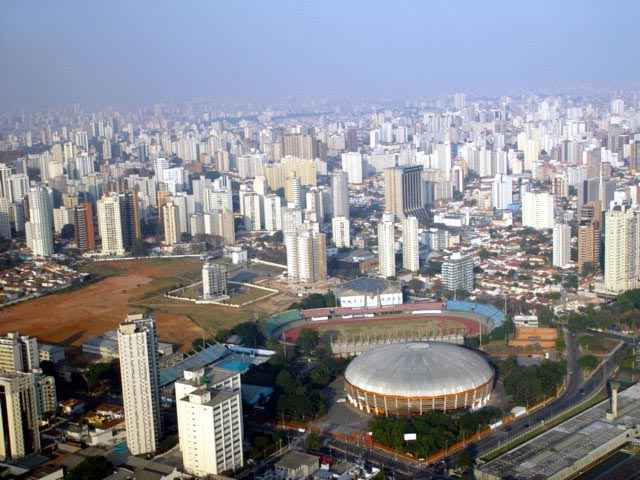
Ginásio de Esportes
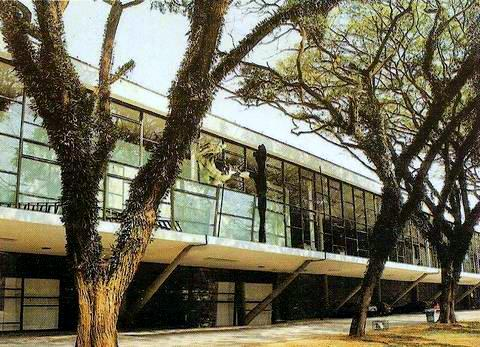
Museu Afro Brasil

## Administração
O Parque Ibirapuera é administrado pela Prefeitura de São Paulo através do Departamento de Parque e Áreas Verdes do Município. Há uma divisão especifica responsável pelo dia a dia do parque que fica aberta diariamente junto a Escola de Astrofísica, atrás do Planetário. A divisão supervisiona os dois contratos de mão de obra terceirizado, um responsável pela manutenção do verde e outro pela segurança. Há também no parque uma inspetoria da Guarda Civil Metropolitana com quase 200 efetivos, exclusivamente para o parque.

### Conselho Gestor do Parque Ibirapuera
Deste 2003 a gestão do parque passou a ser feita conjuntamente pela prefeitura com os usuários e sociedade civil, após aprovação da lei municipal 13 539/03, substituída pela lei 15 910/13, que além da gestão incumbe ao conselho a função fiscalizadora e deliberativa. O conselho tem representantes de inúmeras secretárias municipais, indicados pelo município, e usuários e organizações da sociedade civil eleitos a cada dois anos. O órgão se reúne mensalmente no parque e analisa desde regulamento do parque até políticas de eventos e cuidado. Porém, historicamente com a alta rotatividade da gestão da Secretária do Verde e Meio Ambiente e subsequente Departamento de Parque e Áreas Verdes, o conselho questiona pública e recorrentemente a falta de transparência do município em envolvê-lo fomentando a governança que pede a lei.

### Parque Ibirapuera Conservação
Em 2014, conselheiros e amigos do parque fundaram a associação de amigos Parque Ibirapuera Conservação, que desde então vem engajando as pessoas no cuidar do parque. A associação de suporte ao parque assinou contrato com a Prefeitura para restaurar e cogerir o Bosque da Leitura dentro do Ibirapuera e já investiu mais de 1 milhão de reais de dos amigos do parque desde programas educacionais até inúmeros projetos de restauração, como o da restauração da fonte e espelho d'água e outros que seguem em trâmite no município.